# Базилик приятнейший
Базили́к приятнейший (лат. Ócimum gratíssimum) — однолетний полукустарник, вид рода Базилик (Ocimum) семейства Яснотковые (Lamiaceae).

## Распространение и экология
Произрастает в Африке, Индии, Юго-Восточной Азии.
На юге России, на Украине, в Молдавии встречается гибрид базилика приятнейшего с базиликом мятнолистным — базилик эвгенольный (Ocimum menthaefolium × Ocimum gratissimum). Согласно «Атласу лекарственных растений СССР», этот гибрил получен в Никитском ботаническом саду, причём исходные виды в диком состоянии в СССР не встречались.
Базилик эвгенольный культивируется как рассадная однолетняя культура на юге Краснодарского края России, в Грузии, Армении и Таджикистане. Зимой даже в самых тёплых районах России и сопредельных стран базилик эвгенольный вымерзает при температуре 0 °C. Культура возможна также в других районах достаточного увлажнения или на поливных землях, где сумма температуp эа вегетационный период составляет не менее 2700 °C.

## Ботаническое описание
Это ветвистый полукустарник пирамидальной формы высотой 70—150 см с запахом гвоздики. Стебли, в особенности чашечка и листья, кроме простых волосков, имеют ещё немногочисленные железистые волоски.
Корень ветвистый, мочковатый, длиной до 80 см.
Главный стебель прямой, сильноветвистый от основания, толщиной 0,7—1,3 см, с древеснеющим основанием. Стебель и ветви четырёхгранные, слабоопушённые. Ветви в количестве 30—50, супротивные, восходящие.
Листья тёмно-зелёные черешковые, супротивные, продолговато-яйцевидные или яйцевидно-ланцетные, зубчатые, снизу слабоопушённые. Пластинка листа длиной 10—15 см, черешок — 4—5 см. Основная масса листьев расположена на более коротких ветвях второго и третьего порядков.
Цветки зигоморфные, длиной 5—6 мм, собраны ложными мутовками в пазухах листьев, образуя на верхушке стебля и боковых ветвях первого порядка сложные колосовидные соцветия. Чашечка длиной 3—4 мм, двугубая, колокольчатая, неопадающая.
Плод состоит из четырёх орешков. Орешки мелкие, округлые, тёмно-коричневые, покрыты твёрдой, ослизняющейся при смачивании оболочкой.
Цветёт в августе, плоды созревают в сентябре.

## Химический состав растительного сырья
В листьях и соцветиях содержится 0,3—0,6 % эфирного масла (масло эвгенольного базилика), выход которого с максимальным содержанием фенолов (до 70 %) наблюдается в период массового цветения ветвей I порядка и образования семян восковой зрелости в нижней части. При сушке уменьшается не только выход эфирного масла, но и содержание в нём фенолов. Фенольная часть масла состоит из эвгенола (50—60 %), эфиров эвгенола (до 1,5 %); нефенольная часть представляет собой смесь оцимена (мирцена) и моноциклических сесквитерпенов.

### Получение масла из сырья
Основная трудность получения эфирного масла в том, что это масло обладает большой растворимостью в воде (около 0,2 % при 20 °C) и имеет удельный вес, близкий к единице. В дистилляционных водах эфирное масло оказывается частью в виде раствора, частью в виде трудно расслаивающейся эмульсии, почему невозможно отделить всё масло от воды обычной декантацией. Масло из дистиллята отделяется выделением растворителями или сорбцией активированным углем или обогащением паровой фазы.

## Хозяйственное значение и применение
Издавна известно как ароматическая приправа. Эвгенол, получаемый из эфирного масла базилика, широко используется в медицинской и парфюмерно-косметической промышленности и как сырье для получения ванилина.

### Применение в кулинарии

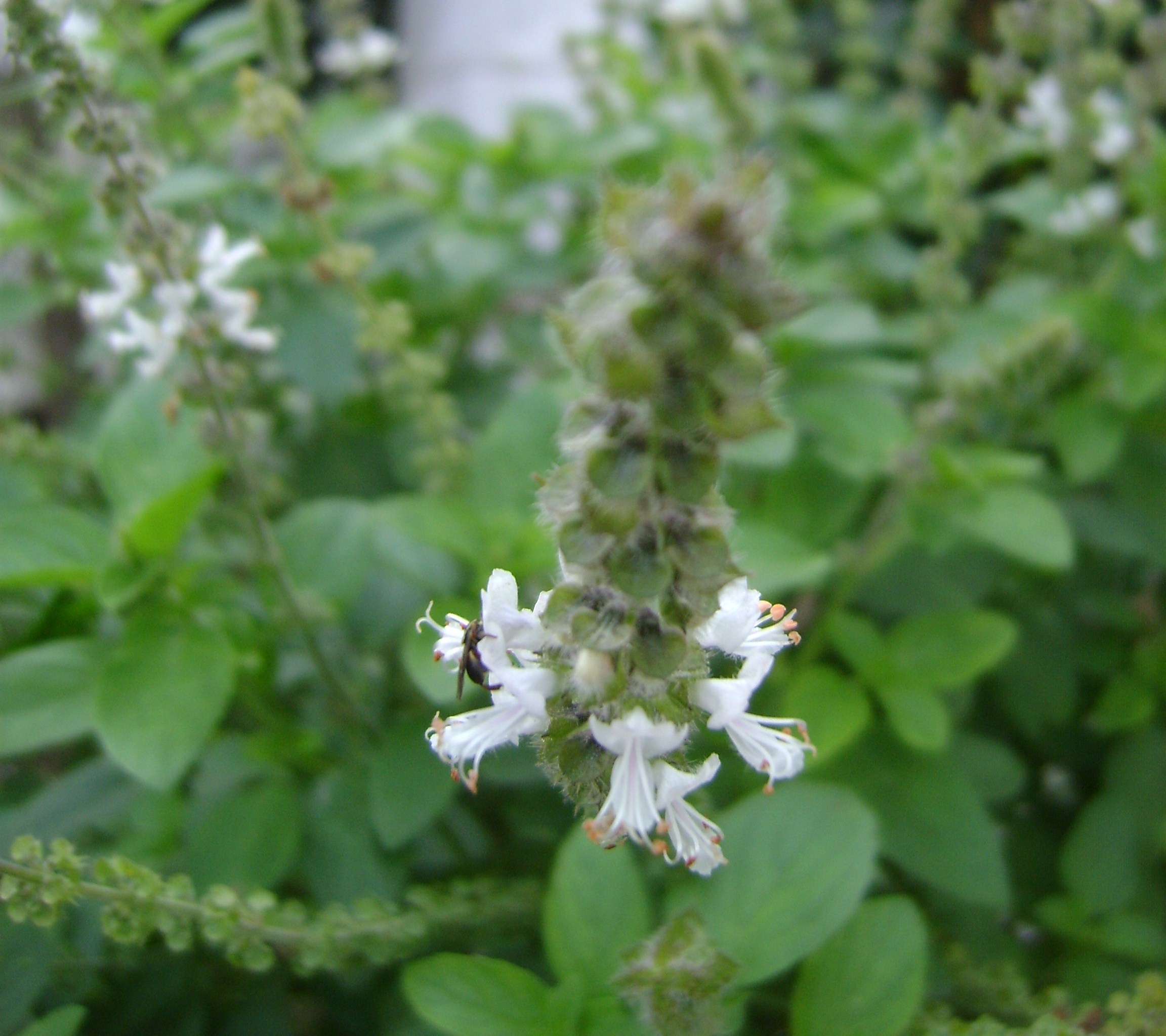
Цветок

Растение с умеренно-горьким вкусом и сильным пряно-жгучим ароматом является прототипом гвоздики, душистого перца. Его зелень обладает тонким ароматом, имеющим различные оттенки: лимонный, гвоздичный, мятный и придает пище привкус, напоминающий перец. Базилик широко применяется в западной и южно-европейской кухне, особенно французской и греческой, а также в закавказской. В свежем, сушёном, соленом и свежезамороженном виде его применяют в качестве пряной приправы к салатам, первым и вторым блюдам.
Для пищевой промышленности этот вид базилика представляет большой интерес как возможный заменитель гвоздичного масла, основным ароматическим компонентом которого является эвгенол.
В консервной промышленности используются все части растения в фазе от начала цветения до начала образования семян. Его включают в составы для консервирования овощей (томатов, огурцов, перца сладкого, патиссонов) совместно с майораном садовым, чабером садовым или чабером чёрным, а также в ароматизирующие составы для компотов из яблок (совместно с шалфеем мускатным) и груш, при изготовлении различных джемов, повидла, варенья, мармеладов, соков, желе.

### Применение в медицине
Эвгенол применяют в зубоврачебной практике как дезинфицирующее средство.
В народной медицине базилик применяли внутрь как противоспазматическое, лактогенное и противорвотное средство, при эпилепсии, как средство, вызывающее менструацию при её временной остановке, для лечения алкоголизма, наружно — для припарок, ванн и полосканий как ранозаживляющее, мягчительное средство, при ревматизме; порошок сухой травы давали нюхать для облегчения головной боли при мигрени.

### Выращивание в культуре
Базилик эвгенольный размножается семенами и вегетативно. Для прорастания семян требуется влажная почва и высокая температура. При температуре почвы 25 °C всходы появляются на 8—10-й день. Для выращивания рассады требуется 40—45 дней. До полного вызревания семян проходит 100—120 дней. Рассаду выращивают в полутёплых парниках. Посев в парники производится 10—15 марта. Под стандартную раму высевают 6 г семян всхожестью 80 %. Растения на постоянные места высаживают, когда они достигают высоты 8—10 см и развивают пять—шесть пар листьев. Посадку производят после окончания заморозков. Площадь питания 60×30 см или 60×40 см. После посадки растения поливают и присыпают их основание сухой землёй. Сажать следует в утренние или вечерние часы. Первый раз зелёную массу убирают в сухую погоду, в период образования семян на центральных соцветиях (август), а второй — перед наступлением заморозков. Урожай зелёной массы колеблется от 5 до 20 т/га. Базилик эвгенольный отзывчив на удобрения. Под основную вспашку вносят навоз и суперфосфат, а весной под предпосевную обработку дополнительно сульфат аммония. В период образования соцветий растения подкармливают фосфорными и азотными удобрениями.
Болезни и вредители
Базилику эвгенольному вредят гусеницы совок и лугового мотылька, личинки хруща и проволочники.

## Таксономия
Вид Базилик приятнейший входит в род Базилик (Ocimum) трибы Базиликовые (Ocimeae) подсемейства Котовниковые (Nepetoideae) семейства Яснотковые (Lamiaceae) порядка Ясноткоцветные (Lamiales).
|  |                                      |  |                                                             |                                                             |                      |  | ещё 21 семейство (согласно Системе APG II) | ещё 21 семейство (согласно Системе APG II) |                           |  |  |  | ещё 3 трибы             | ещё 3 трибы |  |  |  |  | ещё около 70 видов | ещё около 70 видов |
|  |                                      |  |                                                             |                                                             |                      |  | ещё 21 семейство (согласно Системе APG II) | ещё 21 семейство (согласно Системе APG II) |                           |  |  |  | ещё 3 трибы             | ещё 3 трибы |  |  |  |  | ещё около 70 видов | ещё около 70 видов |
|  |                                      |  |                                                             | порядок Ясноткоцветные                                      |                      |  |                                            |                                            | подсемейство Котовниковые |  |  |  |                         | род Базилик |  |  |  |  |                    |                    |
|  |                                      |  |                                                             | порядок Ясноткоцветные                                      |                      |  |                                            |                                            | подсемейство Котовниковые |  |  |  |                         | род Базилик |  |  |  |  |                    |                    |
|  | отдел Цветковые, или Покрытосеменные |  |                                                             |                                                             | семейство Яснотковые |  |                                            |                                            | триба Базиликовые         |  |  |  | вид Базилик приятнейший |             |  |  |  |  |                    |                    |
|  | отдел Цветковые, или Покрытосеменные |  |                                                             |                                                             |                      |  |                                            |                                            |                           |  |  |  |                         |             |  |  |  |  |                    |                    |
|  |                                      |  | ещё 44 порядка цветковых растений (согласно Системе APG II) | ещё 44 порядка цветковых растений (согласно Системе APG II) |                      |  |                                            | ещё 8 подсемейств                          | ещё 8 подсемейств         |  |  |  | ещё 52 рода             | ещё 52 рода |  |  |  |  |                    |                    |
|  |                                      |  |                                                             | ещё 44 порядка цветковых растений (согласно Системе APG II) |                      |  |                                            |                                            | ещё 8 подсемейств         |  |  |  |                         | ещё 52 рода |  |  |  |  |                    |                    |